# Radio Capodistria
Radio Capodistria je radijska postaja s sedežem v Kopru, ki deluje pod okriljem RTV Koper Capodistria.
Je regionalni radio, ki pokriva področje jugozahodne in zahodne Slovenije.
Radijska postaja oddaja v italijanščini, medtem ko sestrska postaja, Radio Koper, oddaja v slovenščini. Tako je primarno namenjena poslušalcem italijanske manjšine v Sloveniji in na Hrvaškem, a je priljubljena tudi v sami Italiji, še posebej v obmejnem področju.

## Oddajanje
Ultra kratki valovi (FM)
- Nanos (103,1 MHz)
- Tinjan (103,6 MHz)
- Beli Križ (97,7 MHz)

Srednji valovi (AM)
- Beli Križ (1170 KHz)

Digitalni radio (DAB+)
- Nanos
- Tinjan
- Beli Križ
- Skalnica
- Kuk
- Krvavec

(Multipleks SLO DAB+ R2W; 227,360 MHz, kanal 12C)
Satelit
- Eutelsat 16A (11678 MHz)

Splet
- https://www.rtvslo.si/radio-capodistria/ascolta-la-diretta